# Coupe du monde de ski de vitesse 2008
Navigation
Édition précédente Édition suivante
La coupe du monde de ski de vitesse 2008 est la 7e édition de la coupe du monde de ski de vitesse. Elle s'est déroulée entre le 2 février 2008 à Vars (France) et le 17 avril 2008 à Verbier (Suisse). La compétition est mise en place par la fédération internationale de ski où sept épreuves masculines et sept féminines déterminent le vainqueur du globe de cristal (récompense faite au vainqueur).
Les cinq épreuves ont eu chronologiquement à Vars, Sun Peaks (Canada), Salla (Suède) et Hundfjället. Plusieurs épreuves ont été annulées à Idre (Suède), Bad Mitterndorf  (Autriche) et deux à Cervinia (Italie).
La compétition est remportée chez les hommes par l'Italien Ivan Origone (vainqueur de six épreuves) et chez les femmes par la Suédoise Sanna Tidstrand (vainqueure de cinq épreuves).

## Système de points
Chez les hommes, le vainqueur d'une épreuve de coupe du monde se voit attribuer 100 points pour le classement général. Les skieurs classés aux trente premières places remportent des points.
| Place  | 1er | 2d | 3e | 4e | 5e | 6e | 7e | 8e | 9e | 10e | 11e | 12e | 13e | 14e | 15e | 16e | 17e | 18e | 19e | 20e | 21e | 22e | 23e | 24e | 25e | 26e | 27e | 28e | 29e | 30e |
| ------ | --- | -- | -- | -- | -- | -- | -- | -- | -- | --- | --- | --- | --- | --- | --- | --- | --- | --- | --- | --- | --- | --- | --- | --- | --- | --- | --- | --- | --- | --- |
| Points | 100 | 80 | 60 | 50 | 45 | 40 | 36 | 32 | 29 | 26  | 24  | 22  | 20  | 18  | 16  | 15  | 14  | 13  | 12  | 11  | 10  | 9   | 8   | 7   | 6   | 5   | 4   | 3   | 2   | 1   |

Chez les femmes, le système de points diffère. Il n'y a jamais eu plus de onze participantes à l'une des épreuves.
| Place  | 1er | 2d | 3e | 4e | 5e | 6e | 7e | 8e | 9e | 10e | 11e | 12e | 13e | 14e | 15e |
| ------ | --- | -- | -- | -- | -- | -- | -- | -- | -- | --- | --- | --- | --- | --- | --- |
| Points | 25  | 20 | 15 | 12 | 11 | 10 | 9  | 8  | 7  | 6   | 5   | 4   | 3   | 2   | 1   |

## Classement général
| Rang | Nom              | Points |
| ---- | ---------------- | ------ |
| 1    | Ivan Origone     | 632    |
| 2    | Simone Origone   | 560    |
| 3    | Philippe May     | 392    |
| 4    | Bastien Montes   | 314    |
| 5    | Jukka Viitasaari | 250    |

| Rang | Nom                 | Points |
| ---- | ------------------- | ------ |
| 1    | Sanna Tidstrand     | 160    |
| 2    | Karine Dubouchet    | 125    |
| 3    | Elena Banfo         | 103    |
| 4    | Liss-Anne Pettersen | 45     |
| 4    | Linda Baginski      | 45     |

## Calendrier

### Hommes
| Date           | Lieu        | Vainqueur      | Deuxième         | Troisième        |
| 2 février 2008 | Vars        | Ivan Origone   | Simone Origone   | Bastien Montes   |
| 6 mars 2008    | Sun Peaks   | Ivan Origone   | Simone Origone   | Philippe May     |
| 7 mars 2008    | Sun Peaks   | Ivan Origone   | Philippe May     | Simone Origone   |
| 27 mars 2008   | Salla       | Ivan Origone   | Simone Origone   | Jukka Viitasaari |
| 28 mars 2008   | Salla       | Ivan Origone   | Simone Origone   | Philippe May     |
| 1er avril 2008 | Hundfjället | Ivan Origone   | Simone Origone   | Jukka Viitasaari |
| 17 avril 2008  | Verbier     | Simone Origone | Jukka Viitasaari | Philippe May     |

### Femmes
| Date           | Lieu        | Vainqueur           | Deuxième         | Troisième        |
| 2 février 2008 | Vars        | Karine Dubouchet    | Sanna Tidstrand  | Elena Banfo      |
| 6 mars 2008    | Sun Peaks   | Sanna Tidstrand     | Elena Banfo      | Karine Dubouchet |
| 7 mars 2008    | Sun Peaks   | Liss-Anne Pettersen | Sanna Tidstrand  | Karine Dubouchet |
| 27 mars 2008   | Salla       | Sanna Tidstrand     | Jaana Viitasaari | Karine Dubouchet |
| 28 mars 2008   | Salla       | Sanna Tidstrand     | Jaana Viitasaari | Karine Dubouchet |
| 1er avril 2008 | Hundfjället | Sanna Tidstrand     | Karine Dubouchet | Elena Banfo      |
| 17 avril 2008  | Verbier     | Sanna Tidstrand     | Karine Dubouchet | Linda Baginski   |